# همیش هاردینگ
همیش هاردینگ (انگلیسی: Hamish Harding; ۲۴ ژوئن ۱۹۶۴ – ۱۸ ژوئن ۲۰۲۳) خلبان، فضانورد، تاجر، و پژوهشگر اهل بریتانیا بود. او مؤسس گروه اکشن بود. گروه اکشن یک گروه آژانس هوایی بین‌المللی است که مقر اصلی‌اش در دبی قرار دارد. او توانسته بود سه‌بار نامش را در رکوردهای جهانی گینس ثبت کند. از جمله فعالیت‌های او می‌توان به چندین سفر به قطب جنوب، سفر به گودال چلنجر در درازگودال ماریانا و سفر به فضا اشاره کرد.

## درگذشت
در ۱۸ ژوئن ۲۰۲۳ هاردینگ به همراه چهار نفر دیگر سوار بر زیردریاپیمای تایتان تحت کنترل شرکت خصوصی آمریکایی اوشن‌گیت در آب‌های بین‌المللی در اقیانوس اطلس شمالی در سواحل نیوفاندلند، کانادا ناپدید شدند. این شناور در یک سفر توریستی برای مشاهده لاشه کشتی غرق شده تایتانیک بود. ارتباط با این شناور یک ساعت و ۴۵ دقیقه پس از شیرجهٔ آن به محل غرق شدن، با کشتی مادر قطع شد و مقامات نیز از ظاهر نشدن آن در زمان برنامه‌ریزی شده خود در آن روز خبر دادند. تخمین زده می‌شد که ذخایر هوای قابل تنفس چهار روزه این کشتی احتمالاً در صبح روز ۲۲ ژوئن ۲۰۲۳ به وقت محلی تمام شده‌است.
نهایتاً پس از ۸۰ ساعت جست‌وجو، نیروی دریایی ایالات متحده پس از یافتن قطعاتی متعلق به زیردریاپیما در ۴۸۸ متری از کمان تایتانیک گزارش داد که تایتان در اثر درون‌پاشی نابود شده و منجر به مرگ فوری همه سرنشینان آن شده‌است.